# Théâtre municipal d'Abbeville
Le théâtre municipal est un théâtre, également utilisé comme salle de concert, situé boulevard Vauban, dans la ville d'Abbeville, dans la Somme, en France.

## Histoire
Construit entre 1911 et 1914 et propriété de la commune, il est inscrit aux monuments historiques depuis 2003. Ce théâtre « est l'un des rares exemplaires subsistant en Picardie de la salle à l'italienne, avec loge en balcon de face et de côté ».
Les couleurs d'origine de la salle de spectacle sont rétablies en 2019, lors de travaux de rénovation ; il s'agit de tons ocre, terracotta, jaune et beige.